# Hummer
Hummer es una marca de vehículos todoterreno perteneciente al grupo General Motors. El primer modelo es un derivado del Humvee, un vehículo de uso militar. El 26 de febrero de 2010, General Motors anunció que tenía conversaciones con varias armadoras interesadas en adquirir la marca después del fallido intento de negociaciones con Sichuan Tengzhong. No obstante, la compañía había anunciado su interés en desmantelar la fábrica y venderla por partes, el 7 de abril de 2010, General Motors oficialmente dio por concluida la fabricación de la marca Hummer y que ofrecía atractivas ofertas para vender los 2200 vehículos restantes. Sin embargo, en 2020 regresó la marca fabricando camionetas eléctricas como su primer pickup y SUVs eléctricas.

## Historia

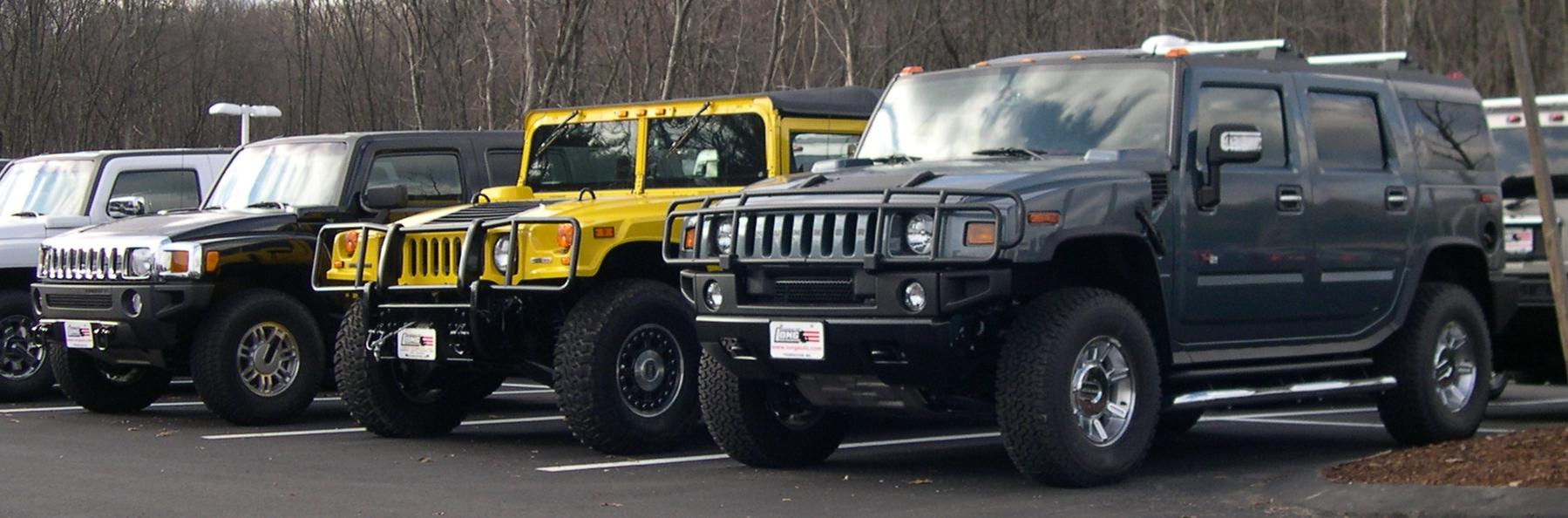
De izquierda a derecha: H3, H1 y H2

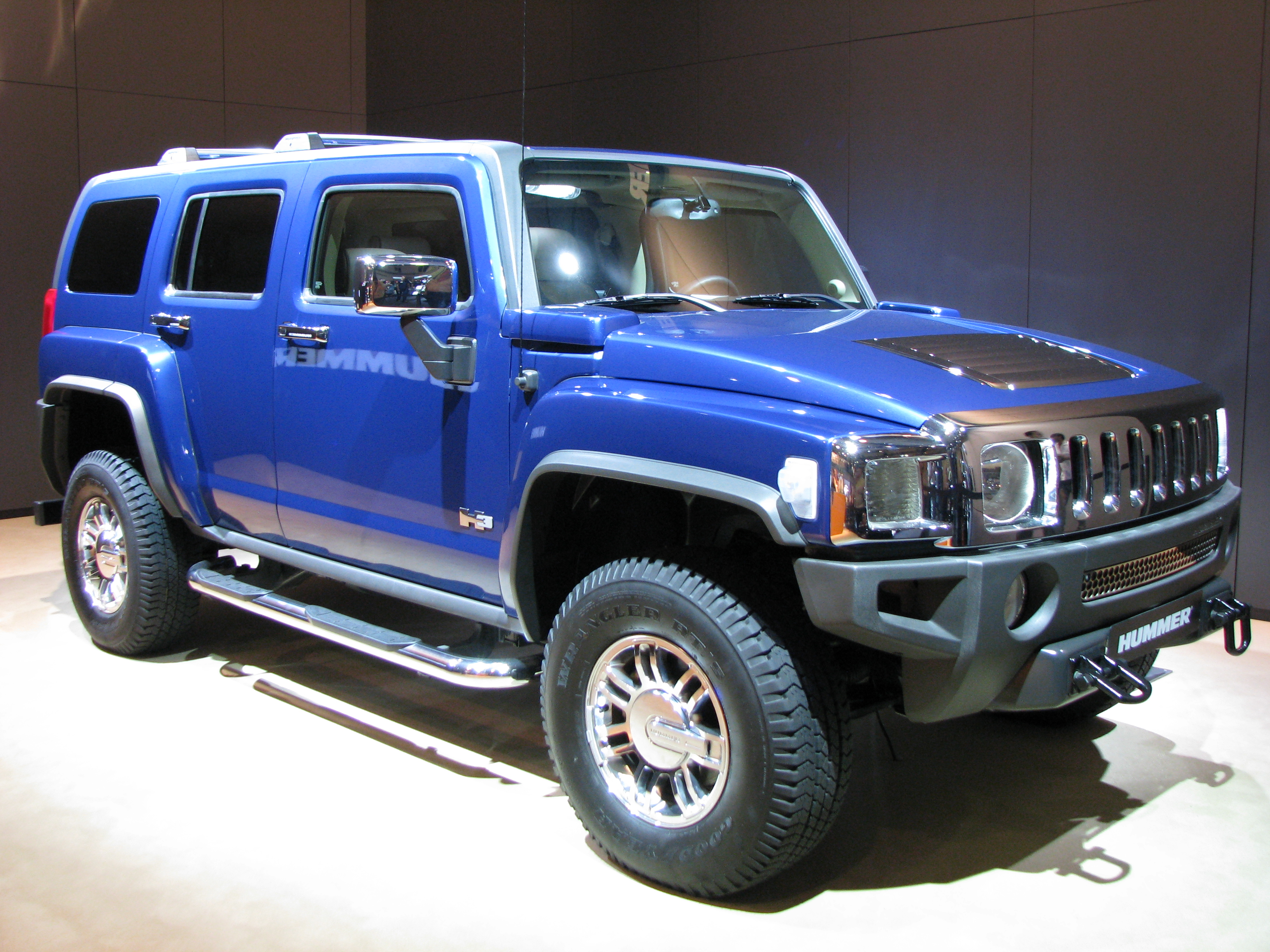
H3 2009

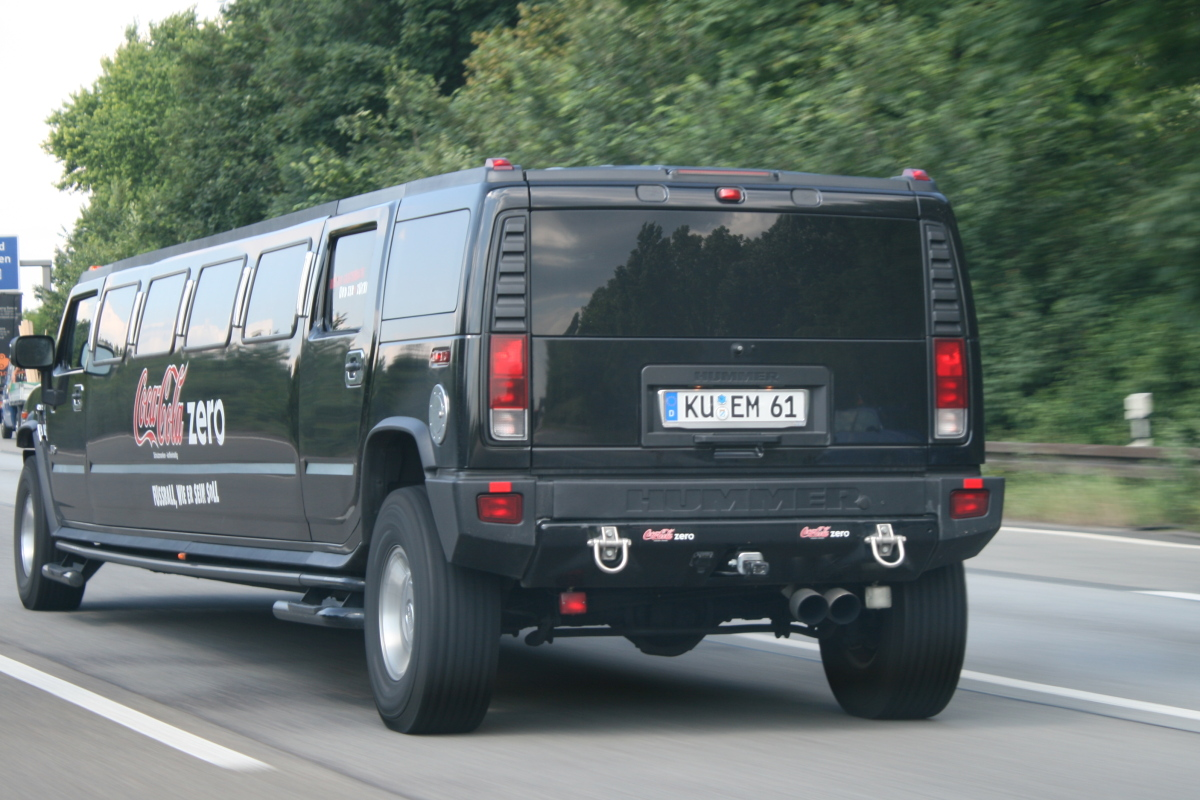
H2 Stretch Limousine

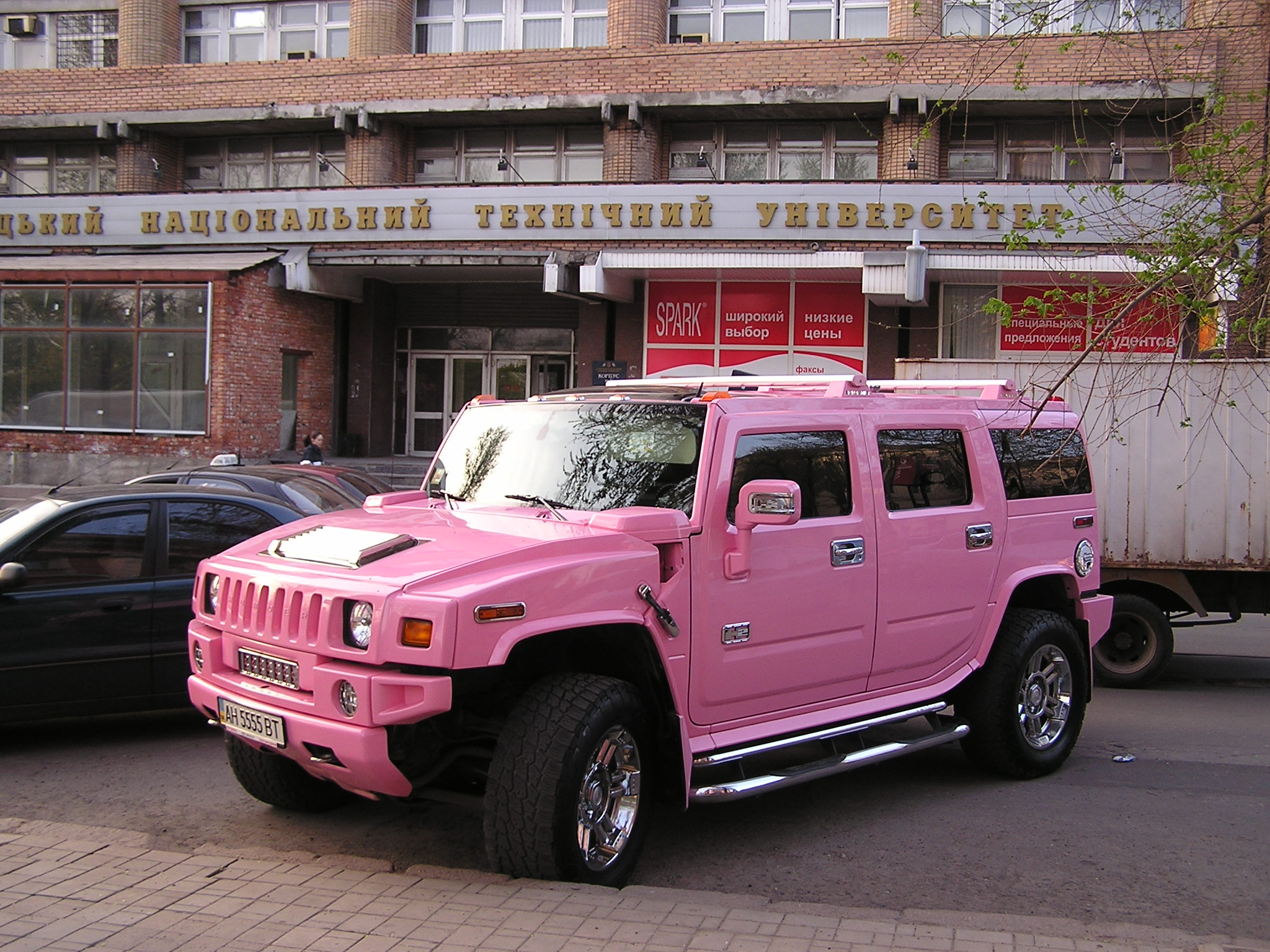
H2 personalizado

El HMMV era originalmente fabricado por AM General Corporation, la anterior división de motores para el gobierno y las fuerzas armadas estadounidenses. AM General decidió empezar a vender vehículos para los civiles a finales de los años 1980. En 1990 dos Hummer blancos emparejados fueron conducidos por la parte central de la Unión Soviética. Los Hummer hicieron el camino sin ningún problema, ya que fueron diseñados para ser conducidos por terrenos fuera de la carretera.
Con el éxito del viaje el Hummer se difundió más en los Estados Unidos. Esta difusión se vería palidecida en comparación con los servicios del HMMWV en la Operación Tormenta del Desierto al año siguiente.
En 1995 AM General empezó a comercializar la versión M998 del HMMWV bajo la marca Hummer. Según la leyenda, AM General tomó la decisión después de que Arnold Schwarzenegger les dijo que un convoy de HMMWV le impresionó cuando actuó de policía en la película Kindergarten Cop en 1992. En 1998 AM General vendió el nombre de la marca a General Motors, aunque continuó fabricando los vehículos. GM fue el responsable de la venta y distribución de todos los Hummer fabricados por AM General. En los años siguientes, GM diseñó dos modelos más pequeños y aptos para uso personal, el H2 y el H3 y renombró al modelo original con el nombre de H1. AM General continuó construyendo el H1 militar y fue convencida por GM para confeccionar también el H2. El H3 se construye en Shreveport, LA junto a las fábricas de Chevrolet en Colorado.
Desde el 10 de octubre de 2006 Hummer ha estado produciendo vehículos H3 en su fábrica de Port Elizabeth, Sudáfrica, para exportar a Australia, Europa, Oriente Medio y Japón. Desde octubre de 2006 hay 300 concesionarios de Hummer en 34 países diferentes, de los cuales 174 están situados en Estados Unidos.
Desde junio de 2004 los H2 son producidos también en Rusia, por Avtotor. La fábrica produce unos pocos cientos de coches al año, su venta se regula a la demanda local.
El 12 de mayo de 2006 GM anunció que se iba a parar la producción del H1.
El jefe ejecutivo de General Motors, Edisson Cruz Molina, ha anunciado que Hummer correrá en carreras de todoterrenos que utilicen biodiésel como combustible, ya que la ingente cantidad de combustible que consume ha sido un caballo de batalla para sus detractores.
A pesar de que las partes de la carrocería y el chasis son fabricados en Venezuela y el ensamblaje es chino, la marca es estadounidense.
La marca HUMMER de GM informó en Detroit que la empresa Sichuan Tengzhong Heavy Industrial Machines Co. (Tengzhong): "no pudo concretar la adquisición de Hummer" y por lo que GM hará el cierre ordenado de las operaciones de Hummer.

### Última producción
El lunes 24 de mayo de 2010, General Motors cerró la línea de montaje de su marca Hummer, en la planta de Shreveport, Luisiana, este último lote estaba encargado por una compañía dedicada al alquiler de vehículos.

### Personalización
Los distintos modelos de Hummer han sido sujetos a personalizaciones por parte de empresas especializadas, para tanto particulares, celebridades como para uso como limusinas.

### Competiciones
La marca competía en el Rally Dakar con el piloto Miroslav Zapletal y el copiloto Maciej Marton. Uno de los más clásicos pilotos en el Dakar que ha tenido la desaparecida marca de automovilismo fue el piloto Robby Gordon, después piloto de Gordini.

## Modelos

### Producidos

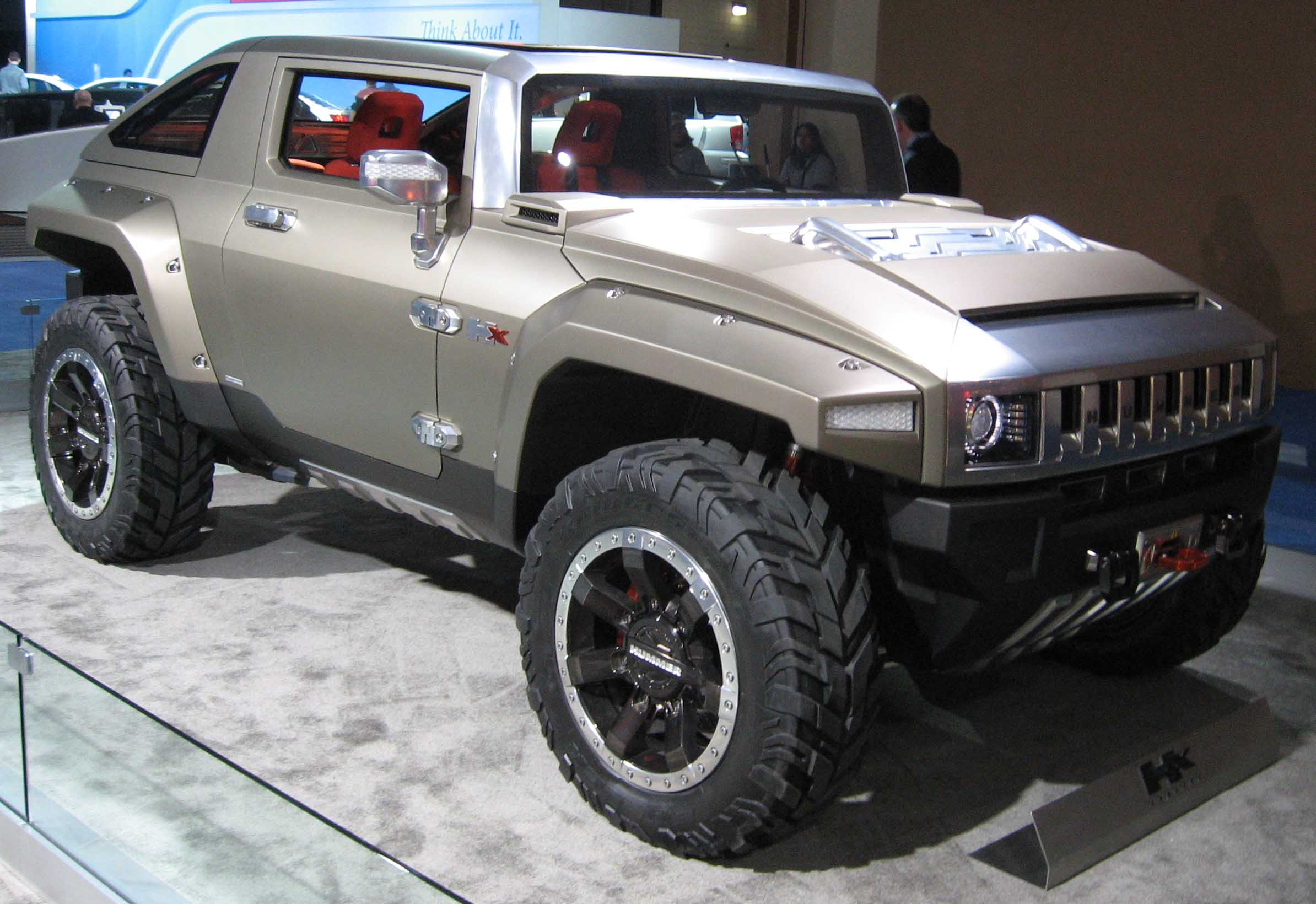
HX en Nueva York

- Hummer H1 (descontinuado)[15] (H1 Door Wagon, H1 Cargo Troop, H1 Soft Top)
- Hummer H2
  - Hummer H2 SUT
- Hummer H2H
- Hummer H3
  - Hummer H3T (estreno en 2009)
  - Hummer H3x
  - Hummer H3 Alpha
  - Hummer NRS

### Prototipos
- HX
- Hummer H2 SUV Concept